# Tjabraluoppal
Tjabraluoppal är en sjö i Kiruna kommun i Lappland och ingår i Torneälvens huvudavrinningsområde. Sjön har en area på 0,287 kvadratkilometer och ligger 425,2 meter över havet. Tjabraluoppal ligger i Rautas fjällurskog Natura 2000-område. Sjön avvattnas av vattendraget Nakerätno.

## Delavrinningsområde
Tjabraluoppal ingår i det delavrinningsområde (757323-166516) som SMHI kallar för Mynnar i Torneträsk. Medelhöjden är 484 meter över havet och ytan är 19,72 kvadratkilometer. Räknas de 14 avrinningsområdena uppströms in blir den ackumulerade arean 271,5 kvadratkilometer. Nakerätno som avvattnar avrinningsområdet har biflödesordning 2, vilket innebär att vattnet flödar genom totalt 2 vattendrag innan det når havet efter 431 kilometer. Avrinningsområdet består mestadels av skog (80 procent) och kalfjäll (16 procent). Avrinningsområdet har 0,62 kvadratkilometer vattenytor vilket ger det en sjöprocent på 3,1 procent.